# مير خنجر بك
مير خنجر بك هو أمير شيخان وجميع اليزيديين، نصبه والي العمادية أسماعيل باشا في سنة 1204 هـ الموافقة لسنة 1790 م بعد أن قتل رجاله جولو بك بن بداغ بك بن ميرخان بك رميا بالرصاص مع أخيه ومجموعة معه. لاحقا سنة 1206 هـ الموافقة لسنة 1792 م خلعه أسماعيل باشا وأخذ منه عشرة آلاف قرش وأقام مقامه حسن بن جولو بك.